# Acianthera quadricristata
Acianthera quadricristata é  uma espécie de orquídea (Orchidaceae) que existe no Equador, antigamente subordinada ao gênero Pleurothallis.

## Publicação e sinônimos
- Acianthera quadricristata (Luer & Hirtz) Luer, Monogr. Syst. Bot. Missouri Bot. Gard. 95: 254 (2004).

Sinônimos homotípicos:
- Pleurothallis quadricristata Luer & Hirtz, Orquideologia 22: 271 (2003)..